# Axelrodia riesei
Espèce
Axelrodia riesei est une espèce de poissons de la famille des Characidae. Ce poisson est endémique du bassin supérieur du fleuve Río Meta, à l'est de Villavicencio en Colombie, en Amérique du Sud. Il peut atteindre les 3 cm de longueur. Dans la nature ces poissons ont une couleur rouge naturelle tandis que quand ils sont en captivité elle est un peu atténuée.